# Holzmaden
Holzmaden là một thị xã ở Baden-Württemberg, Đức nằm giữa Stuttgart và Ulm.
Ở đây người ta đã khai quật được hoá thạch của một số loài khủng long.

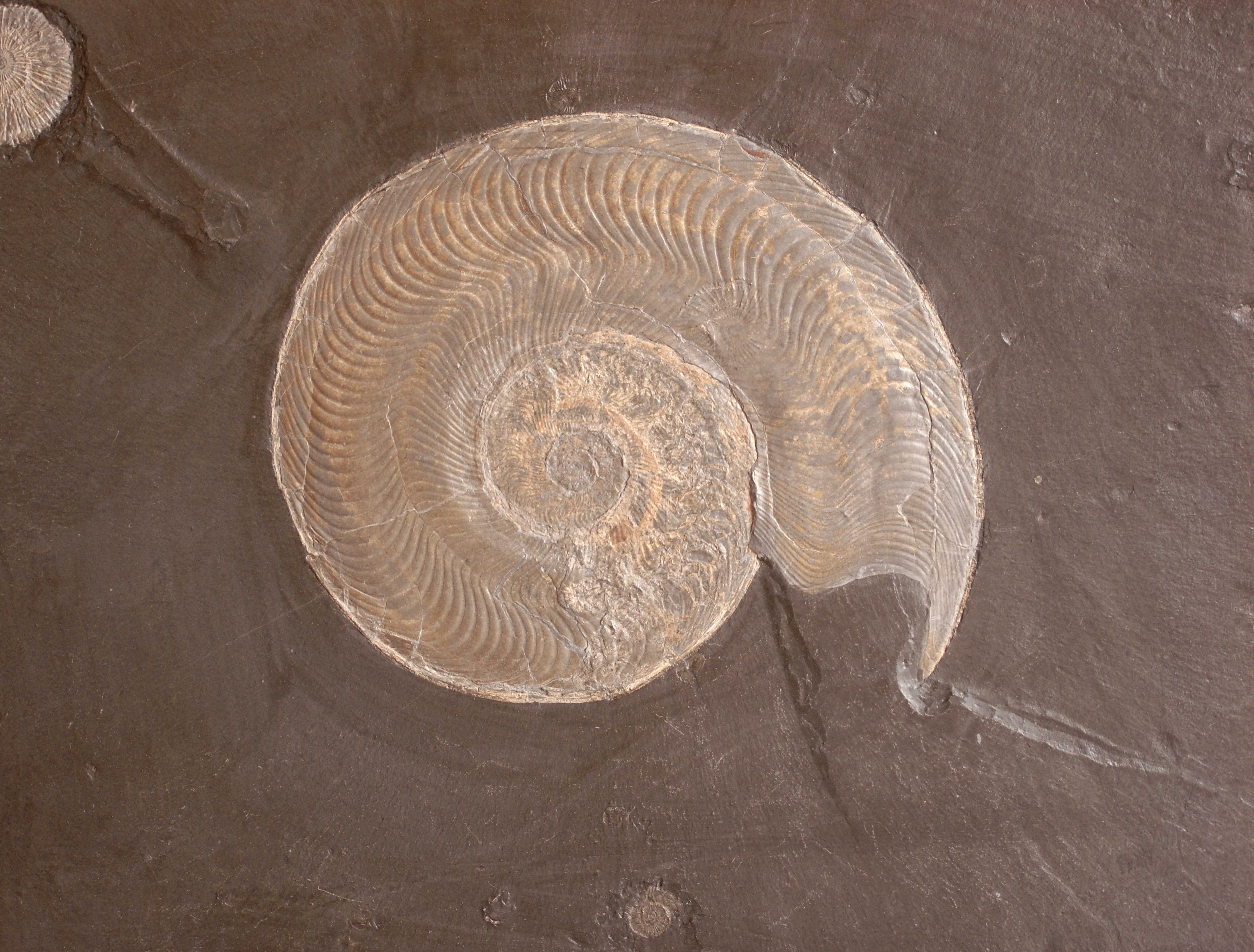
Harpoceras falcifer

Các loài khủng long khai quật ở đây gồm:
- Ichthyosaur
- Plesiosaur
- Stenosaur
- Lepidotus
- Dapedius
- Ammonite
- Pentacrinus